# Brenna Dowell
Pour les articles homonymes, voir Dowell.
Brenna Dowell, née le 4 mars 1996 à Kansas City (Missouri), est une gymnaste artistique américaine.

## Palmarès

### Championnats du monde
- Glasgow 2015
  -  médaille d'or au concours par équipes

### Autres
- American Cup 2014 :
  -  2e au concours général